# ليندا براتريدج
ليندا براتريدج (بالإنجليزية: Linda Partridge)‏ من مواليد 18 مارس 1950 وهي عالمة وراثية بريطانية ، تدرس علم الأحياء وعلم الشيخوخة والأمراض المرتبطة بالعمر، مثل مرض آلزهايمر ومرض باركنسون. تشغل باتريدج حالياً منصب أستاذ لقياس الحيوية في قسم علم الوراثة والتطور والبيئة في كلية لندن الجامعية ومديرة لمعهد الشيخوخة الصحية في UCL والمديرة المؤسسة لمعهد Max Planck لبيولوجيا الشيخوخة.

## تعليمها
تعلمت بارتريدج في مدرسة دير القلب المقدس في تونبريدج ويلز وجامعة أوكسفورد التي منحتها درجة الماجستير في الآداب ودرجة الدكتوراه في الفلسفة.

## جوائز
انتُخبت بارتريدج لزمالة الجمعية الملكية عام 1996 وعيّنت في البنك المركزي في عام 2003. كما انتُخب زوجها، مايكل ج. مورجان، في عام 2005 ، وانتُخبت في أكاديمية العلوم الطبية في عام 2004 ، ولجمعية Linnean المرموقة في عام 2008. وفي عام 2009، تم تعيينها رئيسة لوسام الإمبراطورية البريطانية (DBE) كما ألقت العديد من المحاضرات في الجمعية الملكية.
في آذار / مارس 2009 ، أعلنت UKRC بأن السيدة ليندا واحدة من أفضل ست نساء في العلوم والهندسة والتكنولوجيا.
حصلت على عضوية شرفية أجنبية من الأكاديمية الأمريكية للفنون والعلوم في عام 2010.
حصلت على الدرجة الفخرية (DSc) من جامعة باث في عام 2011 ، وجامعة أوكسفورد وجامعة برايتون وجامعة إمبريال كوليدج لندن وجامعة كنت.

## وصلات خارجية
- الموقع الرسمي